# Энн Дворак
Энн Дво́рак (англ. Ann Dvorak; 2 августа 1912 — 10 декабря 1979), урождённая Анна Макким — американская киноактриса.

## Биография
Будущая актриса родилась 2 августа 1912 года в Нью-Йорке в семье актрисы немого кино Анны Лер и её мужа Сэма Маккима, актёра и кинорежиссёра. Когда девочке было четыре года, её родители развелись, и мать с дочерью переехали в Голливуд. В том же юном возрасте Анна дебютировала на киноэкране в драме «Рамона» (1916), затем в 1917 и 1920 годах появилась ещё в двух немых фильмах под псевдонимом Baby Anna Lehr.

### Голливуд
Закончив в Лос-Анджелесе школу для девочек, Анна в 1929 году приступила к работе на киностудии MGM, сначала в качестве хористки, а затем — ассистента известного хореографа и постановщика танцевальных номеров Сэмми Ли. В 1932 году её заметил кинопродюсер Говард Хьюз и предложил принять участие в своём новом проекте — гангстерском фильме «Лицо со шрамом», где актриса снялась вместе с будущим знаменитым актёром Полом Муни. После съёмок она взяла звучный псевдоним — Энн Дворак — и подписала контракт с Caddo Company, кинокомпанией Хьюза. Другим важным фильмом актрисы в 1932 году стала комедия «Небесные дьяволы», после которой кинокомпания Warner Bros. несколько раз брала актрису у Хьюза «напрокат».
Карьера Энн быстрыми темпами развивалась. В 1932 году она снималась в паре с такими знаменитостями как Джеймс Кэгни и Дуглас Фэрбенкс, наряду с Джоан Блондель и Бетт Дейвис была задействована в драме «Трое в паре». Вскоре руководство Warner Bros. перекупило актрису у Хьюза. Но в том же 1932 году актриса совершила поступок, из-за которого её карьере не суждено было достигнуть вершин. На съёмках картины «Странная любовь» она влюбилась в своего партнера по фильму, актёра Лесли Фентона. Роман актёров был настолько бурным, что они бросили проект, сбежали в Европу и провели там все лето, поженившись 18 августа 1932 года. Как и следовало ожидать, начальство кинокомпании отрицательно отнеслось к поведению Энн и наказало её, до истечения контракта давая актрисе лишь невыразительные роли. В ответ Энн несколько раз подавала на Warner Bros. в суд. Скандал с могущественной кинокомпанией испортил репутацию актрисы. В 1936 году она ушла из Warner Bros. и несколько лет работала в качестве внештатной актрисы на разных студиях.

### Завершение карьеры
В 1941 году актриса сделала перерыв и уехала в Великобританию, чтобы проводить больше времени с мужем, который в то время служил офицером британского Королевского флота. На протяжении лет, пока шла Вторая мировая война, она появилась в трёх британских картинах, однако основная её энергия была направлена на общественную деятельность — Энн трудилась добровольцем в организации «Земледельческая армия», которая, чтобы заменить ушедших на фронт мужчин, набирала женщин для работ на сельскохозяйственных фермах, также она работала шофером на «скорой помощи», репортером в газете и журналистом на BBC. После окончания войны Энн вернулась в Голливуд и до конца 40-х годов продолжала с переменным успехом сниматься. В 1945 году она развелась с мужем и через два года вышла замуж вторично — за танцора Игоря Дега, выходца из России (его настоящее имя было Игорь Навроцкий). Они прожили вместе недолго — в 1951 году по инициативе актрисы их брак был расторгнут.

### Последние годы
В том же году актриса ушла из кино и в третий раз вышла замуж — за архитектора и телепродюсера Николаса Уэйда. В перерывах между путешествиями по всему свету супруги жили на своих виллах в Гонолулу и Малибу. В 1977 году Николас умер. Энн пережила его на два года и скончалась 10 декабря 1979 года в своей резиденции в Гонолулу. Согласно завещанию актрисы, её прах был развеян над морем около пляжа Waikiki Beach. Несмотря на то, что ввиду различных обстоятельств карьера актрисы сложилась не слишком успешно, Энн Дворак была удостоена звезды на Голливудской Аллее Славы.